# NGC 6630
NGC 6630 је елиптична галаксија у сазвежђу Паун која се налази на NGC листи објеката дубоког неба.
Деклинација објекта је - 63° 17' 31" а ректасцензија 18h 32m 34,5s. Привидна величина (магнитуда) објекта NGC 6630 износи 13,6 а фотографска магнитуда 14,6. NGC 6630 је још познат и под ознакама ESO 103-26, IRAS 18278-6319, PGC 62008.